# Сале-Маразіно
Сале-Маразіно (італ. Sale Marasino) — муніципалітет в Італії, у регіоні Ломбардія, провінція Брешія.
Сале-Маразіно розташоване на відстані близько 470 км на північний захід від Рима, 80 км на схід від Мілана, 24 км на північ від Брешії.

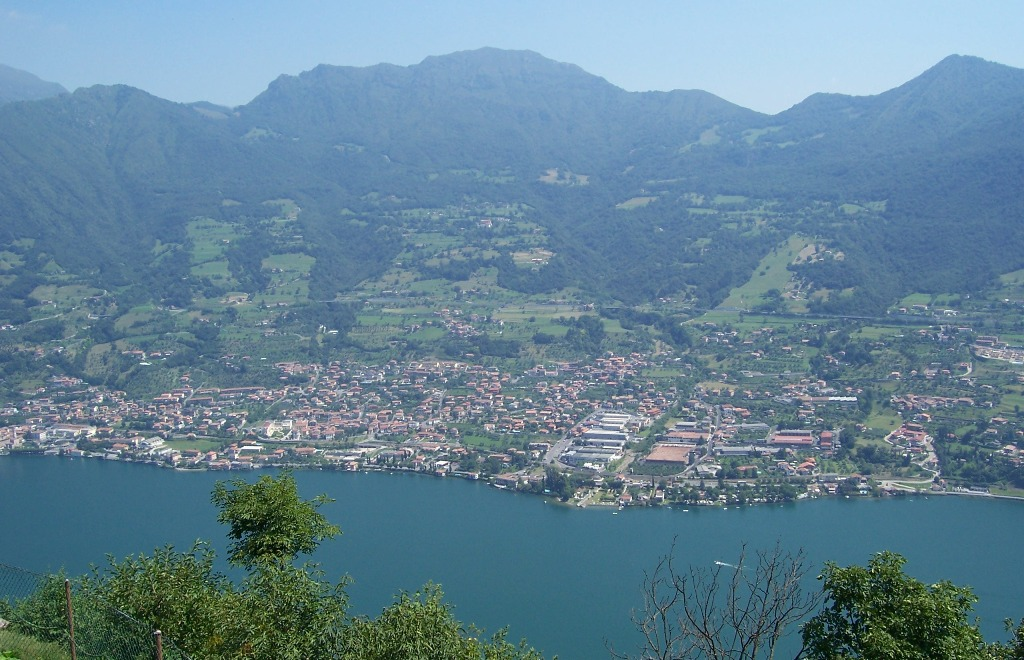

Населення — 3393 особи (2014).

## Демографія
Населення за роками:

Станом на 1 січня 2023 року в муніципалітеті офіційно проживали 193 іноземці з 38 країн, серед них 42 громадяни країн Євросоюзу та 17 громадян України.

## Сусідні муніципалітети
- Гардоне-Валь-Тромпія
- Мароне
- Монте-Ізола
- Полавено
- Сульцано